# Бејлис Харбор (Висконсин)
Бејлис Харбор (енгл. Baileys Harbor) насељено је место без административног статуса у америчкој савезној држави Висконсин.

## Демографија
По попису из 2010. године број становника је 257.
| Група             | 2000.    | 2010.       |
| Белци             | 0 (0,0%) | 243 (94,6%) |
| Афроамериканци    | 0 (0,0%) | 4 (1,6%)    |
| Азијати           | 0 (0,0%) | 3 (1,2%)    |
| Хиспаноамериканци | 0 (0,0%) | 3 (1,2%)    |
| Укупно            | 0        | 257         |